# Dohrighat
Dohrighat es un pueblo y nagar Panchayat situado en el distrito de Mau en el estado de Uttar Pradesh (India). Su población es de 11799 habitantes (2011). 

## Demografía
Según el censo de 2011 la población de Dohrighat era de 11799 habitantes, de los cuales 6096 eran hombres y 5703 eran mujeres. Dohrighat tiene una tasa media de alfabetización del 76,50%, superior a la media estatal del 67,68%: la alfabetización masculina es del 82,43%, y la alfabetización femenina del 70,24%.